# Golubača
Golubača (lat. Russula virescens) je jestiva gljiva iz porodice Russulaceae. Klobuk je svijetle zelene boje, promjera do 12 cm, s tamnijim zelenim mrljama, a listići s donje strane klobuka bijele su boje, gusto zbijeni. Stručak je bijel, dužine do 8 cm. Raste širom Europe i Azije, većinom u listopadnim te miješanim šumama. Može se jesti i sirova.
Ubraja se i u ljekovite gljive; dokazana su antitumoralna svojstva polisaharida koje sadrži.